# Zanjeer
Zanjeer ist ein Bollywood-Film des Regisseurs Prakash Mehra aus dem Jahr 1973 mit Amitabh Bachchan, Jaya Bhaduri und Pran in den Hauptrollen, produziert von Prakash Mehra Productions.

## Handlung
Der Film beginnt auf Diwali mit dem Mord an jungen Eltern von Vijay Khanna, begangen von einem Mann unbekannter Identität mit einem weißen Pferd an seinem Armband „zanjeer“. Aufgrund dieses traumatischen Ereignisses hat Vijay immer wieder Albträume eines weißen Hengstes. Selbst als Kind bleibt Vijay sozial unbeholfen, hält sich von den anderen Kindern fern und zeigt dem Publikum, dass er sich für allein hält. Schneller Vorlauf 20 Jahre, und Vijay ist jetzt ein Inspektor, ein ehrlicher Polizeibeamter in einer Stadt, in der es wenige gibt. Er erhält Beschwerden über einen einheimischen Mann, Sher Khan, der in Spielhallen arbeitet. Als er Khan zu einem Verhör anruft, kämpft Khans Überlegenheitskomplex gegen Khannas Polizeibehörde. Er schimpft mit dem Offizier und sagt, er befehle ihn nur wegen der Uniform, die er trägt. Vijay nimmt ihn seiner Herausforderung entgegen und trifft ihn in Straßenkleidung, um ihn zu bekämpfen. Am Ende des Kampfes schließt Sher Khan nicht nur seine Spielhölle, sondern hat auch Respekt für Vijay erlangt. Er wird Automechaniker und reformiert seine Wege.
Verschiedene Geschäfte der Unterwelt werden in der ganzen Stadt unvermindert fortgesetzt und gehen auf Bandenführer Teja zurück. Ein mysteriöser Anrufer ruft Inspector Khanna ständig an, um ihn genau zu informieren, wenn ein Verbrechen bevorsteht, legt jedoch auf, bevor Khanna ihm weitere Informationen entnehmen kann. Als bei einem Verkehrsunfall, der von Bandenmitgliedern begangen wurde, mehrere Kinder tot sind, wird ein Zeuge, ein Straßenkünstler namens Mala, von Tejas Männern bestochen, damit sie schweigen kann. Als sie von Vijay befragt wird, wird er wütend, weil sie leugnet, dass sie etwas weiß. Um sie anders zu beeinflussen, nimmt sie sie mit in die Leichenhalle, um die verstümmelten Körper der Kinder zu sehen. Sie hat eine Veränderung des Herzens und kommt rein und bittet darum, die Bestechung an ein Waisenhaus zu spenden. Sie identifiziert den Mann hinter dem Verkehrsunfall.
Sobald bekannt ist, dass Mala ihr Wort gebrochen hat, kommen Tejas Männer nach ihr. Sie wird durch die Nacht gejagt, flüchtet knapp über die Bahngleise und kommt zu Inspector Khannas Haus, das verzweifelt nach Schutz sucht. Er lässt sie herein, erlaubt ihr zu bleiben, und die beiden entdecken, dass sie beide Waisen sind, und diskutieren die Ängste, die mit dem Alleinleben verbunden sind. Khanna bringt sie freundlicherweise zu seinem Bruder und seiner Schwägerin, und unter der Anleitung der Schwägerin beginnt Mala zu lernen, wie man im Haus bleibt, sowie Englisch und andere Verfeinerungen.
Schließlich wird Vijay wegen Bestechung eingerahmt, seines Titels und seiner Position als Inspektor beraubt und wegen falscher Anschuldigungen, gefangen von Teja, für 6 Monate eingesperrt. Wenn er aus dem Gefängnis entlassen wird, plant er Rache zu nehmen. Mala hat sich inzwischen von einem verängstigten Fremden entwickelt, der seine Hilfe sucht, und ein romantisches Interesse für ihn. Sie bittet ihn, ihre Beziehung zu besiegeln, dass er aufhören muss, so rachsüchtig zu sein. Er stimmt zu, muss sich aber bald mit einem solchen Versprechen einverstanden erklären, als er auf einem christlichen Friedhof den Informanten trifft, der ihn früher als Inspektor angerufen hatte. Der Mann De Silva erscheint halb verrückt und hält sich an einer leeren Flasche fest. Er sagt, dass seine drei Söhne zu Weihnachten einige Jahre zuvor vergifteten Mondschein getrunken und daran gestorben waren. Bis der Mörder gefunden wird, wird er mit der Flasche weiterwandern. Als örtliche Kriminelle ihn verspotteten und ihn für verrückt hielten, schwor er sich, so schnell er konnte, sich an sie zu wenden: indem er den Inspektor anrief, als ein Verbrechen bevorstand.
Nachdem er diese Nachricht gehört hatte, wurde Vijay deprimiert, zerrissen zwischen seinem Wunsch, dem betrübten De Silva zu helfen, und seinem Bedürfnis, Mala zu versprechen, dass er sich an den Lowlifes der Stadt nicht mehr rächen würde. Schließlich, zusammen mit einem konzertierten Versuch von Sher Khan, Vijay aufzuheitern, gibt Mala nach und schwört, dass sie nicht versuchen wird, ihn zu kontrollieren, und sagt, er müsse das Richtige tun.
Die Spur des verdorbenen Mondscheins führt zurück zu Teja und seinen Männern. Als Vijay schließlich das Gauner auf Diwali in die Enge getrieben hat, ein Feuerwerk, das über ihm platzt, erfährt Vijay auch, dass derjenige, der seine Eltern vor 20 Jahren in derselben Nacht ermordet hat, Teja ist, erkennbar am Zanjeer am Handgelenk. Sher Khan hilft ihm, Teja und seine Männer zu bekämpfen und Gerechtigkeit in die eigenen Hände zu nehmen, bis die Polizei ankommt. Als der glücklose Polizeiinspekteur von Teja mit vorgehaltener Waffe festgehalten wird, schafft es Vijay, eine Pistole aus dem Boden zu holen, und erschießt ihn, wobei sein Körper in den Pool fällt.

## Musik
| Titel                        | Sänger/in                      |
| ---------------------------- | ------------------------------ |
| Bana Ke Kyon Bigada Re       | Lata Mangeshkar                |
| Chakku Chhuriyan Tej Kara Lo | Asha Bhosle                    |
| Deewane Hai Deewanon Ko      | Mohammed Rafi, Lata Mangeshkar |
| Dil Jalon Ka Dil Jala Ke     | Asha Bhosle                    |
| Yari Hai Imaan Mera          | Manna Dey                      |